# Pedro Henrique
Pedro Henrique Ribeiro Gonçalves (Lauro Müller, 2 de octubre de 1995), conocido como Pedro Henrique, es un jugador de fútbol profesional brasileña que juega como defensa central para el Club Athletico Paranaense.

## Biografía

### Inicios
Pedro Henrique inició su carrera en las escuelas de fútbol de Imbituba, y poco tiempo desúpés, integró los equipos juveniles del Imbituba Futebol Clube, de Santa Catarina. Llamó la atención del Corinthians durante la SC Cup, un torneo de fútbol juvenil de Santa Catarina, y fichó por el Coringão, iniciando por el equipo sub-17. En 2013, tuvo un breve paso por el Flamengo de Guarulhos, donde disputó la Copa São Paulo de Futebol Júnior de ese año. Con el Corinthians, ganó el Campeonato Paulista sub-20 en 2014 y 2015, el Campeonato Brasileño sub-20 en 2014 y la Copa São Paulo de Futebol Júnior en 2015.

### Corinthians
Pedro fue promovido al equipo principal del Corinthians en enero de 2014, pero sólo debutó el 15 de enero de 2015 en una derrota por 1 a 0 ante el Köln, de Alemania, en un partido válido por la Copa Florida 2015.
Tras un periodo a préstamo en el Bragantino, regresó al Corinthians en 2015 y formó parte del plantel campeón del Campeonato Brasileño de ese año.
Su debut oficial con el Corinthians tuvo lugar el 4 de junio de 2016, en la victoria del equipo por 2 a 1 sobre el Coritiba en la Arena Corinthians.
En 2017, fue muy utilizado en el once titular por las lesiones de Balbuena y Pablo, y destacó por su buena performance. Anotó su primer gol en la victoria por 3 a 2 sobre el Mirassol, por el Campeonato Paulista 2017.
En 2018, ganó su segundo Campeonato Paulista con el Coringão.
En julio del mismo año, empezó a tener más oportunidades como titular tras la venta del titular absoluto, Fabián Balbuena, al West Ham, de Inglaterra.

### Bragantino
El 22 de abril de 2015, Pedro Henrique fue cedido al Bragantino para la disputa de la Serie B de 2015.

### Athletico
El 27 de junio de 2019, sin espacio en el Corinthians y con el club esperando el regreso del defensa Gil, Pedro Henrique fue cedido al Athletico hasta final de temporada. El jugador llegaba para reforzar una posición necesitada en el plantel del Furacão, ya que Thiago Heleno fue suspendido por dopaje y Paulo André había anunciado su retiro.
En julio de 2020, fue fichado en definitivo por el Furacão por 1 millón de euros.

## Clubes
| Club                | País   | Año       | Partidos | Goles |
| ------------------- | ------ | --------- | -------- | ----- |
| Corinthians         | Brasil | 2014-     | 90       | 3     |
| Bragantino (cedido) | Brasil | 2015      | 4        | 0     |
| Athletico (cedido)  | Brasil | 2019-2020 | 16       | 0     |
| Athletico           | Brasil | 2020-     | 132      | 2     |